# Ståle Stensaas
Ståle Stensaas (Trondheim, 7 luglio 1971) è un allenatore di calcio ed ex calciatore norvegese, di ruolo difensore.

## Carriera

### Giocatore

#### Club

##### Gli inizi

Stensaas (in primo piano) al Rosenborg, mentre controlla il fantasista juventino Zidane nel retour match dei quarti di finale della UEFA Champions League 1996-1997.

Stensaas cominciò la carriera con la maglia del Nidelv, giocandovi per tre stagioni. Passò poi al Rosenborg, per cui debuttò nell'Eliteserien in data 23 agosto 1992, quando fu schierato titolare nella sconfitta casalinga per 1-2 contro il Mjøndalen. Fu la sua unica presenza stagionale, in un campionato che si concluse con la vittoria finale della sua squadra. Il 30 aprile 1995 arrivò la sua prima rete nella massima divisione norvegese, nella vittoria per 0-5 sullo Strindheim. Rimase in squadra fino alla metà del 1997, vincendo cinque campionati consecutivi e una Norgesmesterskapet.

##### Le esperienze all'estero
Stensaas passò poi agli scozzesi dei Rangers, in cambio di 20.000.000 di corone. Ebbe però delle difficoltà nel campionato scozzese e, dopo la prima stagione, il suo spazio in squadra diminuì. Fu ceduto in prestito agli inglesi del Nottingham Forest, ma non riuscì a giocare con regolarità a causa di alcuni problemi fisici. L'esordio nella Premier League, comunque, fu datato 30 gennaio 1999: fu schierato come titolare nella vittoria per 0-1 contro l'Everton, a Goodison Park. Fece poi ritorno ai Rangers.

##### Il ritorno al Rosenborg
Stensaas, relegato ai margini del club scozzese, fece ritorno al Rosenborg nel corso del 2000. Il trasferimento fu a titolo gratuito, con una clausola che prevedeva il versamento di 2.000.000 di corone al raggiungimento delle 25 presenze in squadra. La stessa cifra sarebbe stata pagata anche al raggiungimento delle 50 apparizioni. Tornò a calcare i campi dell'Eliteserien il 2 luglio successivo, nella vittoria per 2-1 contro il Vålerenga. Il suo spazio diminuì con l'acquisto di Janne Saarinen, che diventò la prima scelta nel ruolo di terzino sinistro. La situazione cambiò comunque nel 2003, quando il giocatore finlandese rifiutò il prolungamento di contratto offertogli dal club norvegese e fu ceduto: Stensaas riconquistò così un posto da titolare. Nel 2004, il suo rendimento fu deludente e per questo fu messo in panchina, anche in virtù dell'ingaggio di Mikael Dorsin. Manifestò poi la volontà di giocare titolare nell'ultima parte della sua carriera, non limitandosi ad un posto come riserva. In questo secondo periodo al Rosenborg, vinse altri sei campionati e una Coppa di Norvegia.

##### La parte finale della carriera
Il Lyn Oslo pagò 1.000.000 di corone per ingaggiare Stensaas. Debuttò con la nuova casacca il 9 aprile 2007, schierato titolare nella vittoria per 3-0 sul Sandefjord. Il 16 maggio successivo siglò la prima rete, nella sconfitta per 4-2 sul campo del Viking. Rimase in questa squadra fino a metà del 2008, quando si trasferì al Lillestrøm con la formula del prestito. Il 3 agosto 2008 arrivò l'esordio, in cui trovò anche la via del gol nel successo per 3-1 sullo Strømsgodset. A fine stagione, annunciò il suo ritiro dal calcio professionistico.

#### Nazionale
Stensaas giocò 9 partite per la Norvegia. Debuttò il 24 gennaio 2001, nel successo per 2-3 in un'amichevole contro la Corea del Sud. Il 28 febbraio contribuì con una marcatura alla vittoria per 0-4 in casa dell'Irlanda del Nord. La sua esperienza in nazionale terminò - momentaneamente - dopo una prestazione negativa in una partita contro la Polonia, datata 24 marzo 2001. Nel 2003 tornò però a vestire la maglia della selezione scandinava.

### Allenatore
Dopo la fine della sua carriera da calciatore, diventò allenatore delle giovanili del Rosenborg. Portò la squadra al successo nel campionato nel 2009.

## Statistiche

### Presenze e reti nei club
| Stagione         | Club              | Campionato       | Campionato | Campionato | Coppe nazionali | Coppe nazionali | Coppe nazionali | Coppe continentali | Coppe continentali | Coppe continentali | Supercoppe | Supercoppe | Supercoppe | Totale | Totale |
| Stagione         | Club              | Comp             | Pres       | Reti       | Comp            | Pres            | Reti            | Comp               | Pres               | Reti               | Comp       | Pres       | Reti       | Pres   | Reti   |
| ---------------- | ----------------- | ---------------- | ---------- | ---------- | --------------- | --------------- | --------------- | ------------------ | ------------------ | ------------------ | ---------- | ---------- | ---------- | ------ | ------ |
| 1987             | Nidelv            | 3D               | ?          | ?          | CN              | ?               | ?               | -                  | -                  | -                  | -          | -          | -          | ?      | ?      |
| 1988             | Nidelv            | 3D               | ?          | ?          | CN              | ?               | ?               | -                  | -                  | -                  | -          | -          | -          | ?      | ?      |
| 1989             | Nidelv            | 3D               | ?          | ?          | CN              | ?               | ?               | -                  | -                  | -                  | -          | -          | -          | ?      | ?      |
| Totale Nidelv    | Totale Nidelv     | Totale Nidelv    | ?          | ?          |                 | ?               | ?               |                    | -                  | -                  |            | -          | -          | ?      | ?      |
| 1990             | Rosenborg         | 1D               | 0          | 0          | CN              | 0               | 0               | CU                 | 0                  | 0                  | -          | -          | -          | 0      | 0      |
| 1991             | Rosenborg         | ES               | 0          | 0          | CN              | 0               | 0               | CC                 | 0                  | 0                  | -          | -          | -          | 0      | 0      |
| 1992             | Rosenborg         | ES               | 1          | 0          | CN              | 0               | 0               | CU                 | 0                  | 0                  | -          | -          | -          | 1      | 0      |
| 1993             | Rosenborg         | ES               | 6          | 0          | CN              | 1               | 0               | UCL                | 0                  | 0                  | -          | -          | -          | 7      | 0      |
| 1994             | Rosenborg         | ES               | 20         | 0          | CN              | 6               | 3               | CU                 | 4                  | 0                  | -          | -          | -          | 30     | 3      |
| 1995             | Rosenborg         | ES               | 24         | 1          | CN              | 9               | 0               | UCL                | 8                  | 1                  | -          | -          | -          | 41     | 2      |
| 1996             | Rosenborg         | ES               | 25         | 1          | CN              | 4               | 0               | UCL                | 8                  | 0                  | -          | -          | -          | 41     | 2      |
| gen.-giu.1997    | Rosenborg         | ES               | 9          | 0          | CN              | 1               | 0               | UCL                | -                  | -                  | -          | -          | -          | 12     | 0      |
| 1997-1998        | Rangers           | SPD              | 20         | 1          | SC+LC           | ?               | ?               | UCL                | ?                  | ?                  | -          | -          | -          | ?      | ?      |
| 1998-gen. 1999   | Rangers           | SPL              | 1          | 0          | SC+LC           | ?               | ?               | CU                 | ?                  | ?                  | -          | -          | -          | ?      | ?      |
| gen.-giu. 1999   | Nottingham Forest | PL               | 7          | 0          | FA+LC           | ?               | ?               | -                  | -                  | -                  | -          | -          | -          | ?      | ?      |
| 1999-2000        | Rangers           | SPL              | 0          | 0          | SC+LC           | ?               | ?               | UCL                | ?                  | ?                  | -          | -          | -          | ?      | ?      |
| Totale Rangers   | Totale Rangers    | Totale Rangers   | 21         | 1          |                 | ?               | ?               |                    | ?                  | ?                  |            | -          | -          | ?      | ?      |
| lug.-dic. 2000   | Rosenborg         | ES               | 16         | 2          | CN              | 0               | 0               | UCL+CU             | 10+2               | 0                  | -          | -          | -          | 28     | 2      |
| 2001             | Rosenborg         | ES               | 13         | 2          | CN              | 2               | 0               | UCL                | 2                  | 0                  | -          | -          | -          | 17     | 2      |
| 2002             | Rosenborg         | ES               | 15         | 1          | CN              | 1               | 0               | UCL                | 3                  | 0                  | -          | -          | -          | 19     | 1      |
| 2003             | Rosenborg         | ES               | 24         | 4          | CN              | 7               | 3               | UCL+CU             | 4+4                | 1                  | -          | -          | -          | 39     | 8      |
| 2004             | Rosenborg         | ES               | 19         | 2          | CN              | 4               | 2               | UCL                | 6                  | 0                  | -          | -          | -          | 29     | 4      |
| 2005             | Rosenborg         | ES               | 13         | 1          | CN              | 2               | 0               | UCL                | 1                  | 0                  | -          | -          | -          | 16     | 1      |
| 2006             | Rosenborg         | ES               | 9          | 0          | CN              | 2               | 0               | -                  | -                  | -                  | -          | -          | -          | 11     | 0      |
| Totale Rosenborg | Totale Rosenborg  | Totale Rosenborg | 194        | 14         |                 | 40              | 8               |                    | 57                 | 2                  |            | -          | -          | 291    | 24     |
| 2007             | Lyn Oslo          | ES               | 20         | 2          | CN              | 3               | 1               | -                  | -                  | -                  | -          | -          | -          | 23     | 3      |
| gen.-ago. 2008   | Lyn Oslo          | ES               | 4          | 1          | CN              | 2               | 0               | -                  | -                  | -                  | -          | -          | -          | 6      | 1      |
| Totale Lyn Oslo  | Totale Lyn Oslo   | Totale Lyn Oslo  | 24         | 3          |                 | 5               | 1               |                    | -                  | -                  |            | -          | -          | 29     | 4      |
| ago.-dic. 2008   | Lillestrøm        | ES               | 9          | 1          | CN              | -               | -               | -                  | -                  | -                  | -          | -          | -          | 9      | 1      |
| Totale           | Totale            | Totale           | ?          | ?          |                 | ?               | ?               |                    | ?                  | ?                  |            | -          | -          | ?      | ?      |

### Cronologia presenze e reti in nazionale
| Cronologia completa delle presenze e delle reti in nazionale ― Norvegia | Cronologia completa delle presenze e delle reti in nazionale ― Norvegia | Cronologia completa delle presenze e delle reti in nazionale ― Norvegia | Cronologia completa delle presenze e delle reti in nazionale ― Norvegia | Cronologia completa delle presenze e delle reti in nazionale ― Norvegia | Cronologia completa delle presenze e delle reti in nazionale ― Norvegia | Cronologia completa delle presenze e delle reti in nazionale ― Norvegia | Cronologia completa delle presenze e delle reti in nazionale ― Norvegia |
| Data                                                                    | Città                                                                   | In casa                                                                 | Risultato                                                               | Ospiti                                                                  | Competizione                                                            | Reti                                                                    | Note                                                                    |
| ----------------------------------------------------------------------- | ----------------------------------------------------------------------- | ----------------------------------------------------------------------- | ----------------------------------------------------------------------- | ----------------------------------------------------------------------- | ----------------------------------------------------------------------- | ----------------------------------------------------------------------- | ----------------------------------------------------------------------- |
| 24-1-2001                                                               | Hong Kong                                                               | Corea del Sud                                                           | 2 – 3                                                                   | Norvegia                                                                | Amichevole                                                              | -                                                                       |                                                                         |
| 28-2-2001                                                               | Belfast                                                                 | Irlanda del Nord                                                        | 0 – 4                                                                   | Norvegia                                                                | Amichevole                                                              | 1                                                                       |                                                                         |
| 24-3-2001                                                               | Oslo                                                                    | Norvegia                                                                | 2 – 3                                                                   | Polonia                                                                 | Amichevole                                                              | -                                                                       |                                                                         |
| 19-11-2003                                                              | Oslo                                                                    | Norvegia                                                                | 0 – 3                                                                   | Spagna                                                                  | Qual. Euro 2004                                                         | -                                                                       |                                                                         |
| 22-1-2004                                                               | Hong Kong                                                               | Svezia                                                                  | 0 – 3                                                                   | Norvegia                                                                | Amichevole                                                              | -                                                                       |                                                                         |
| 25-1-2004                                                               | Hong Kong                                                               | Honduras                                                                | 1 – 3                                                                   | Norvegia                                                                | Amichevole                                                              | -                                                                       |                                                                         |
| 31-3-2004                                                               | Belgrado                                                                | Serbia e Montenegro                                                     | 0 – 1                                                                   | Norvegia                                                                | Amichevole                                                              | -                                                                       |                                                                         |
| 9-2-2005                                                                | Ta' Qali                                                                | Malta                                                                   | 0 – 3                                                                   | Norvegia                                                                | Amichevole                                                              | -                                                                       |                                                                         |
| 20-4-2005                                                               | Tallinn                                                                 | Estonia                                                                 | 1 – 2                                                                   | Norvegia                                                                | Amichevole                                                              | -                                                                       |                                                                         |
| Totale                                                                  |                                                                         | Presenze                                                                | 9                                                                       |                                                                         | Reti                                                                    | 1                                                                       |                                                                         |

## Palmarès

### Giocatore

#### Club
- Campionato norvegese: 11

Rosenborg: 1992, 1993, 1994, 1995, 1996, 2000, 2001, 2002, 2003, 2004, 2006
- Coppa di Norvegia: 2

Rosenborg: 1995, 2003